# علیرضا شاپور شهبازی
علیرضا شاپور شهبازی (۱۳ شهریور ۱۳۲۱ – ۲۵ تیر ۱۳۸۵) باستان‌شناس، تاریخ‌نگار، نویسنده و متخصص در باستان‌شناسی دوران ایران هخامنشی و استاد دانشگاه‌های شیراز، تهران، هاروارد، کلمبیا، گوتینگن و اورگن شرقی و بنیان‌گذار بنیاد تحقیقات هخامنشی در سال ۱۳۵۲ بود. شهبازی یکی از مهم‌ترین پژوهشگران مطالعات ایران باستان بود که در سطح بین‌المللی، اعتبار و شهرت فراوانی داشت. شهبازی در سیزدهم شهریور ۱۳۲۱ در شیراز متولد شد و تحصیلاتش را تا مقطع دیپلم در همان شهر ادامه داد و برای ادامهٔ تحصیل در رشتهٔ تاریخ، به دانشگاه لندن رفت. او علاوه بر زبان فارسی، به زبان‌های انگلیسی و آلمانی مسلط بود و با زبان‌های فرانسوی، یونانی، عربی و آرامی نیز آشنایی داشت.
شاپور شهبازی یکی از فعال‌ترین استادان در زمینهٔ تاریخ پیش از اسلام ایران بود و ۱۸۰ مقاله و ۱۸ کتاب در این زمینه به‌زبان‌های فارسی، انگلیسی، آلمانی و فرانسوی به رشتهٔ تحریر درآورد و مقاله‌های بسیاری از وی در دانشنامهٔ ایرانیکا قرار گرفته‌اند. از کتاب‌های مهم او به کورش بزرگ: زندگی و جهان‌داری بنیادگذار شاهنشاهی ایران که برندهٔ جایزهٔ کتاب سال شد؛ کتاب راهنمای مستند تخت جمشید و شرح مصور نقش رستم که به چهار زبان فارسی، انگلیسی، آلمانی و فرانسوی منتشر شد می‌توان اشاره کرد. در سال ۱۳۸۴، جایزهٔ هوشنگ پورشریعتی مرکز مطالعات خاورمیانه در واشینگتن برای زحمات ایشان در زمینهٔ تاریخ گذشتهٔ ایران، به وی اهدا شد. شهبازی در ۲۵ تیر ۱۳۸۵ (۱۵ ژوئیه ۲۰۰۶) بر اثر ابتلا به سرطان معده در شهر واشینگتن، دی. سی. درگذشت. پیکر او پس از فوت به ایران منتقل شد و در حافظیه دفن شد.

## زندگی

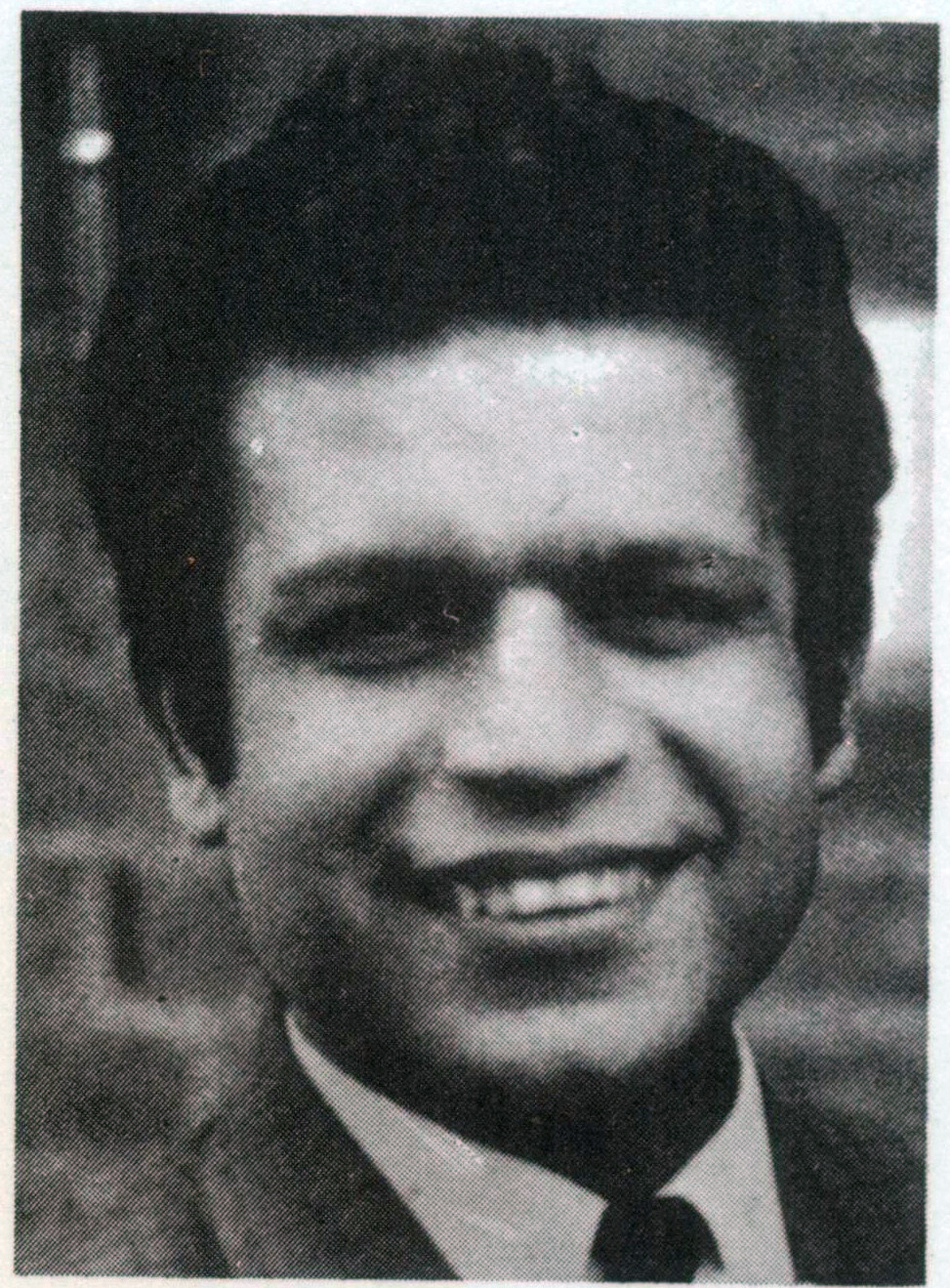
شهبازی در دوران جوانی

علیرضا شاپور شهبازی در ۳ شهریورِ ۱۳۲۱ (۴ سپتامبر ۱۹۴۲ میلادی) در شیراز زاده شد. او که فرزند هفتم خانواده بود، در همان دوران کودکی مادرش ملیحه را از دست داد.
پدرش  ابراهیم شهبازی، از زمین‌داران و باغ‌داران معروف شیراز بود که طبعی شاعرانه داشت و شاپور از همان ابتدای کودکی اشعار حافظ، سعدی و فردوسی را از زبان پدرش فراگرفت. دورهٔ دبستان و سیکل را در مکتب قصرالدشت شیراز گذراند و دوران دبیرستان را در دبیرستان حکمت که در آن زمان مهدی حمیدی شیرازی، مدیر آن بود، به پایان برد. شهبازی در سال ۱۳۵۵ (۱۹۷۶ میلادی) با ترزا لوئیس کریستن‌سن ازدواج کرد و تنها فرزند او، رودابه در سال ۱۳۶۱ (۱۹۸۲ میلادی) در آلمان به دنیا آمد. آن‌ها در سال ۱۳۶۷ (۱۹۸۸ میلادی) از یکدیگر جدا شدند و شهبازی در ۱۳۷۳ (۱۹۹۴ میلادی) با فریده کریمی ازدواج کرد.

### تحصیلات
شهبازی پس از اخذ دیپلم، در رشتهٔ تاریخ و جغرافیا در دانشگاه شیراز ادامهٔ تحصیل داد و در سال ۱۳۴۷ (۱۹۶۸ میلادی) با رتبهٔ اول مدرک کارشناسی تاریخ گرفت، سپس با استفاده از بورس شاگرد اولی برای ادامهٔ تحصیل راهی لندن شد و در سال ۱۳۴۹ (۱۹۷۰ میلادی) در رشتهٔ باستان‌شناسی آسیای غربی از دانشگاه لندن مدرک کارشناسی ارشد گرفت. سپس به ایران بازگشت و در دانشگاه شیراز به تدریس پرداخت، و در سال ۱۳۴۹ (۱۹۷۰ میلادی) بار دیگر عازم لندن شد و در دانشگاه لندن در مقطع دکترا، در رشتهٔ باستان‌شناسی ایران هخامنشی به تحصیل خود ادامه داد و در سال ۱۳۵۲ (۱۹۷۳ میلادی) مدرک دکترا دریافت کرد او در سال ۱۹۸۳ نیز مدرک پسادکتری خود را در رشتهٔ تاریخ‌شناسی ایران از دانشگاه گوتینگن دریافت کرد.
شهبازی به زبان‌های انگلیسی و آلمانی مسلط بود و با زبان‌های فرانسوی، یونانی، عربی و آرامی نیز آشنا بود و از میان زبان‌های باستانی ایران به‌ویژه به زبان فارسی باستان تسلط کامل داشت.

### فعالیت‌های علمی
شهبازی پس از بازگشتش به ایران، در مدت کوتاهی (۸ یا ۹ ماه) در سال ۱۳۵۲ (۱۹۷۳–۱۹۷۴) ریاست بخش تاریخ موزهٔ ملی ایران را بر عهده داشت و در همان زمان در دانشگاه تهران نیز درس تاریخ و تمدن ایران باستان می‌گفت. سپس به شیراز بازگشت و در مؤسسهٔ آسیایی شیراز به تدریس پرداخت. او در ۱۳۵۳ (۱۹۷۴ میلادی) بنیاد تحقیقات هخامنشی را بنیاد نهاد و تا سال ۱۳۵۸ (۱۹۷۹ میلادی) علاوه بر تدریس در مؤسسهٔ آسیایی، ریاست بنیاد را نیز بر عهده داشت. او همچنین در دانشگاه‌های تهران، هاروارد، کلمبیا، گوتینگن و اورگن شرقی، درس‌های تاریخ هنر، تاریخ‌نگاری، تاریخ باستان، زنان جهان کلاسیک و تاریخ خاورمیانه را تدریس می‌کرد.
شهبازی با برخی مراکز پژوهشی ازجمله دائرةالمعارف بزرگ اسلامی و مرکز نشر دانشگاهی همکاری نزدیک داشت. او مشاور مرکز نشر و عضو هیئت نویسندگان مجله‌های باستان‌شناسی و تاریخ و نامهٔ ایران باستان، از مجله‌های ادواری مرکز بود. در سال ۱۳۸۰ (۲۰۰۱ میلادی) که «بنیاد پژوهشی پارسه-پاسارگاد» تأسیس شد، شهبازی به مقام مشاور عالی علمی آن برگزیده شد.

## جوایز و افتخارات

### داخلی
- برندهٔ جایزهٔ بهترین کتاب سال ایران در سال ۱۳۴۹ (۱۹۷۰ میلادی) برای کتاب جهانداری کوروش بزرگ.[۱۴]

### بین‌المللی
- جایزهٔ هوشنگ پورشریعتی انجمن مطالعات خاورمیانه (میسا) برای زحمات ایشان در زمینهٔ تاریخ گذشتهٔ ایران در سال ۱۳۸۴.[۱۵]
- عضو بنیاد الکساندر فون هومبولت بین سال‌های ۱۹۸۰ تا ۱۹۸۳، آلمان غربی
- عضو برجستهٔ هیئت علمی دانشگاه اورگن شرقی در سال ۲۰۰۵[۱۶]

## مرگ

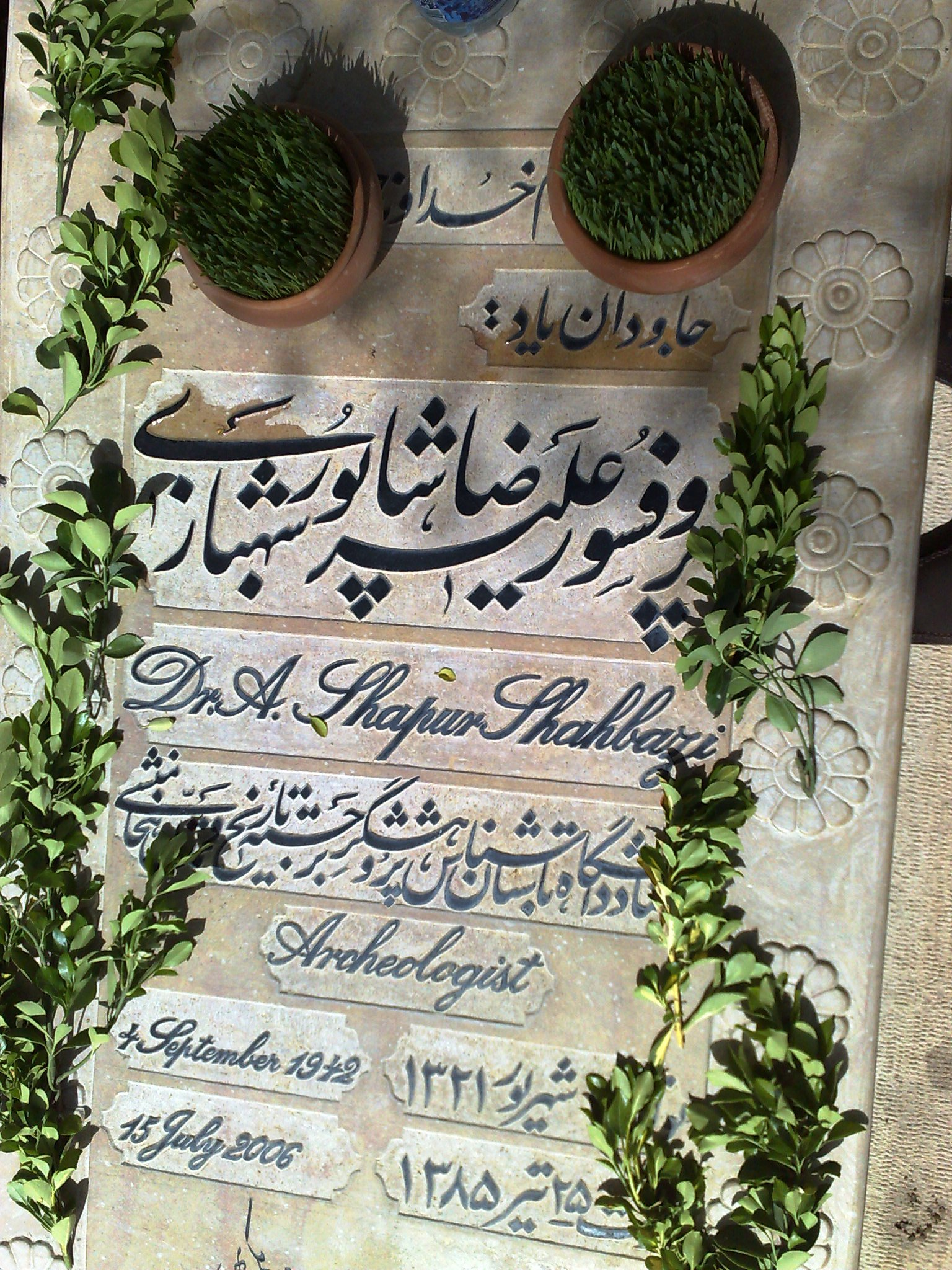
آرامگاه شهبازی در حافظیه شیراز

شهبازی در ۲۵ تیرِ ۱۳۸۵ (۱۵ ژوئیه ۲۰۰۶) بر اثر ابتلا به سرطان معده در شهر واشینگتن، دی. سی. درگذشت. پیکر او پس از فوت به ایران منتقل شد و در حافظیه دفن شد.
پس از مرگ شهبازی، سازمان میراث فرهنگی در ۲۶ مردادماه ۱۳۸۵ مراسم بزرگداشتی در محل این سازمان در خیابان آزادی برگزار کرد که در آن علاقه‌مندان و دوستان به‌ویژه باستان‌شناسان دوستدار او دربارهٔ اندیشه‌ها، کارها و سجایای اخلاقی او سخن گفتند. همچنین در پنجم شهریورماه همان سال به‌مناسبت چهلمین روز مرگ شهبازی، به همت بنیاد پژوهشی پارسه-پاسارگاد، نشست علمی در تخت جمشید برگزار شد که در آن صاحب‌نظران آخرین تحقیقات خود را در زمینهٔ باستان‌شناسی و تاریخ و تمدن ایران عرضه کردند. مقارن این نشست (شهریور ۸۵) نخستین شمارهٔ خبرنامهٔ بنیاد پژوهشی پارسه-پاسارگاد، ویژه‌نامهٔ زنده‌یاد شهبازی نیز منتشر شد.

## دیدگاه‌ها دربارهٔ او
تورج دریایی، پژوهشگر و تاریخ‌نگار در حوزهٔ مطالعات ایرانی می‌گوید: «دکتر شهبازی همیشه به من تذکر می‌داد که یادم نرود که اول من یک ایرانی هستم و بعد یک محقق و در قبال تاریخ و فرهنگ این کشور مسئولم؛ بااین‌حال هرگز دید شوونیستی و نژادپرستانه و غیرمعقول دربارهٔ ایران باستان نداشت. جای بسی تأسف است که چنین دانشمند برجسته‌ای را از دست داده‌ایم.» کامیار عبدی، باستان‌شناس ایرانی دربارهٔ روش تحقیق شهبازی می‌گوید: «آقای شهبازی یکی از معدود مورخان ایرانی بودند که با روش‌شناسی تاریخ و تاریخ‌نگاری، آشنایی علمی و تحصیلات آکادمیک داشتند و در کارهایشان برخلاف خیلی چیزهایی که در ایران و خارج از ایران درمی‌آید، این نکته مشهود است. ایشان نه تنها با منابع مکتوب ایران، بلکه منابع غربی و منابعی که از یونان و روم باستان دربارهٔ ایران به دست آمده بود آشنایی کامل داشتند و همهٔ آن‌ها را در کارهایشان به کار می‌بردند.»
محمدحسین طالبیان پس از مرگ شاپور شهبازی گفت: «بی‌گمان درگذشت زود هنگام ایشان، ضایعه‌ای جبران‌ناپذیر برای جامعهٔ فرهنگی کشور و شیفتگان تاریخ و هویت ایران شمرده خواهد شد.» منصور رستگار فسایی، پژوهشگر و نویسنده ایرانی در مراسم چهلمین روز مرگ شاپور شهبازی گفت: «شهبازی سال‌های طولانی به تحصیل و مطالعه در داخل و خارج ایران پرداخت که نتیجهٔ آن ارائهٔ مقالات و کتب بسیار است. تلاش وی به شناسایی ایران در دنیا منجر شد، شناختی که وی از ایران به دنیا داد تا آن روز بی‌سابقه بود.»

## آثار

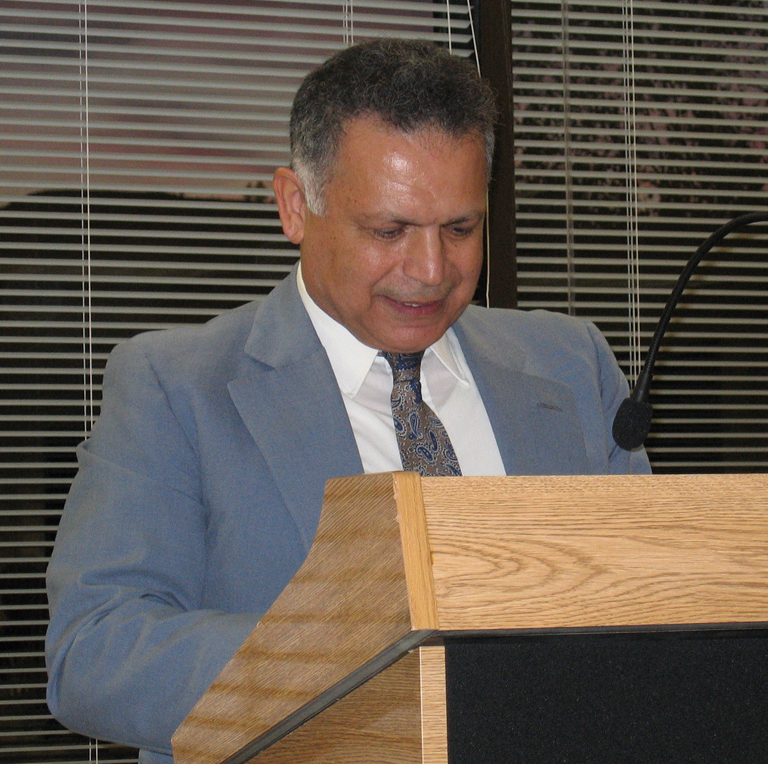
شاپور شهبازی در حال سخنرانی

شاپور شهبازی یکی از فعال‌ترین استادان در زمینهٔ تاریخ پیش از اسلام ایران بود و ۱۸ کتاب در این زمینه به‌زبان‌های فارسی، انگلیسی، آلمانی و فرانسوی به رشتهٔ تحریر درآورد و ۱۸۰ مقاله نیز در زمینهٔ تاریخ، فرهنگ، هنر و زبان ایران منتشر کرد که مقاله‌های بسیاری از وی در دانشنامهٔ ایرانیکا قرار گرفته‌اند.
از کتاب‌های او به کورش بزرگ: زندگی و جهان‌داری بنیادگذار شاهنشاهی ایران که برندهٔ جایزهٔ کتاب سال شد؛ کتاب راهنمای مستند تخت جمشید که به زبان‌های فرانسه و آلمانی نیز ترجمه شده؛ کتاب فردوسی؛ یک بیوگرافی انتقادی (۱۹۹۱) که توسط دانشگاه هاروارد منتشر شده‌است و کتاب شرح مصور نقش رستم که به چهار زبان فارسی، انگلیسی، آلمانی و فرانسوی منتشر شد، را می‌توان نام برد.
شهبازی همچنین با مراکز پژوهشی و تولیدکنندهٔ مستند، همکاری‌های مختلفی را داشته‌است و به‌عنوان میهمان در برنامهٔ‌های مستندهای شبکهٔ بی‌بی‌سی و دیسکاوری شرکت می‌کرد.

### فیلم‌های مستند
شهبازی با مراکز پژوهشی و تولیدکنندهٔ مستند، همکاری‌های مختلفی را داشته‌است؛ او به‌عنوان میهمان در برنامهٔ‌های مستندهای شبکهٔ بی‌بی‌سی و دیسکاوری شرکت می‌کرد.
- ۱۹۷۶ “Crossroad of Civilization” ,BBC With David Frost, Parts 2-4: Achaemenids and Parthians.
- ۱۹۹۹ “Heritage of Iran”, Seda va sima, Jam- e Jam (Persian and English).
- ۲۰۰۰ “Spartans at the Gate” Discovery Channel and BBC
- ۲۰۰۲ “Persepolis: A New Look”, Sunrise Production (Persian and English)
- ۲۰۰۳ “Perseplis Regained”, BBC. Radio, Channel 4.
- ۲۰۰۴ “ Pasargadae and Tang-e Bulaghi” Emami Production.